# Lampria dives
Lampria dives är en tvåvingeart som först beskrevs av Christian Rudolph Wilhelm Wiedemann 1828.  Lampria dives ingår i släktet Lampria och familjen rovflugor. Inga underarter finns listade i Catalogue of Life.